# Acacia polymorpha
Acacia polymorpha é uma espécie de leguminosa do gênero Acacia, pertencente à família Fabaceae.